# Site de cashback
Um site de cashback é um tipo de site (portal) de recompensas (frequentemente também disponível em um aplicativo móvel) que paga aos seus membros uma porcentagem do dinheiro que eles gastam ao comprar bens e serviços por meio de seus links de afiliados.Os principais programas de cashback e similares que oferecem recompensas a consumidores no Brasil por fazer compras online com diversos vendedores incluem Méliuz, myWorld, BeBlue e o Banco do Brasil. Em Portugal, programas populares incluem Beruby, Letyshops, Megabonus e myWorld.

## Etimologia
A palavra Cashback vem do inglês, que em tradução livre para a língua portuguesa, significa "reembolso" ou "dinheiro de volta".

## Compras com reembolso
Os usuários de sites de cashback podem saber com antecedência quanto eles podem receber de volta por suas compras em cada varejista específico antes de comprar. Os sites variam em que forma de descontos em dinheiro oferecem a seus usuários. Alguns programas fornecem aos usuários uma porcentagem do preço total da compra, enquanto outros têm uma quantia fixa que pagam por cada ação.
Quando um cliente faz uma compra on-line, em vez de visitar o varejista diretamente, ele pode optar por seguir um link de um site de cashback para gerar uma recompensa monetária ao comprar produtos ou serviços. O site recebe uma comissão do lojista que, após a confirmação da compra, é dividida com o cliente que realizou a compra.
O tempo que leva para receber os benefícios de cashback depende do site. Certos sites farão seus pagamentos a cada quatro a seis semanas, enquanto outros só emitirão seus descontos após alguns meses. O intervalo de tempo entre a compra e o pagamento do cashback é observado para descartar o pagamento do cashback para mercadorias canceladas ou devolvidas.
O pagamento é geralmente feito ao usuário na forma de transferências bancárias, vales-presente, sites online como PayPal, cheques bancários, recargas de celular ou pedidos on-line a pedido do usuário. Alguns sites de cashback colocam um limite na conta de um cliente de forma que o usuário precise fazer várias transações para poder receber uma recompensa.
Muitos sites de cashback oferecem aos usuários uma recompensa por indicar outras pessoas ao site. Alguns sites de cashback também oferecem fóruns de discussão, pesquisas online pagas, ofertas diárias e outras recompensas para aumentar o tráfego e manter a fidelidade do cliente.
Um dos portais de cashback mais utilizados no Brasil é o Méliuz.